# George Gebro
George Gebro (Monrovia, 1981. szeptember 13. –) libériai válogatott labdarúgó.

## Góljai a libériai válogatottban
| #  | Dátum            | Ellenfél | Eredmény | Kiírás        | Esemény |
| -- | ---------------- | -------- | -------- | ------------- | ------- |
| 1. | 1999. január 24. | Uganda   | 2 – 0    | ANK-selejtező | 38'     |

## Sikerei, díjai
Libériai labdarúgó-válogatott:
- Afrikai nemzetek kupája résztvevő: 2002

## Külső hivatkozások
- George Gebro profil - national-football-teams.com
- George Gebro profil - www.liberiansoccer.com
- hlsu.hu játékosprofil